# カラヒージョ
カラヒージョ（carajillo）は、コーヒーにブランデー、ウイスキー、アニス酒（パスティス）などの蒸留酒またはラム酒を注いで作るスペインの温かい飲み物である。スペインでは広く飲まれ、民間語源によると、その起源はスペインのキューバ支配に遡る。軍は、兵士に「勇気」（スペイン語でcoraje）を与えるためにコーヒーをラム酒と混ぜた。
別の説では、バルセロナのフランサ駅で荷物の移動を待っていた運搬人が、コーヒーと酒を注文する代わりに「今、自分は急いでいるので」（カタルーニャ語でque ara guillo）それを混ぜるように頼んだという。
カラヒージョの作り方には、ブラックコーヒーと蒸留酒を単に注ぐものから、スピリッツをレモン、砂糖、シナモンとともに過熱し、最後にコーヒーを加えるものまで、多くの異なる方法がある。
同様のイタリアの飲料は、カフェ・コレットとして知られる。
アメリカ合衆国では、砂糖を縁に乗せたマグカップに入れた1オンスの温かいコーヒーに、3/4オンスのラム酒と1/2オンスのトリプル・セックを加えて作る。次に砂糖に火をつけキャラメル化する。ホイップクリームがトッピングされることもある。

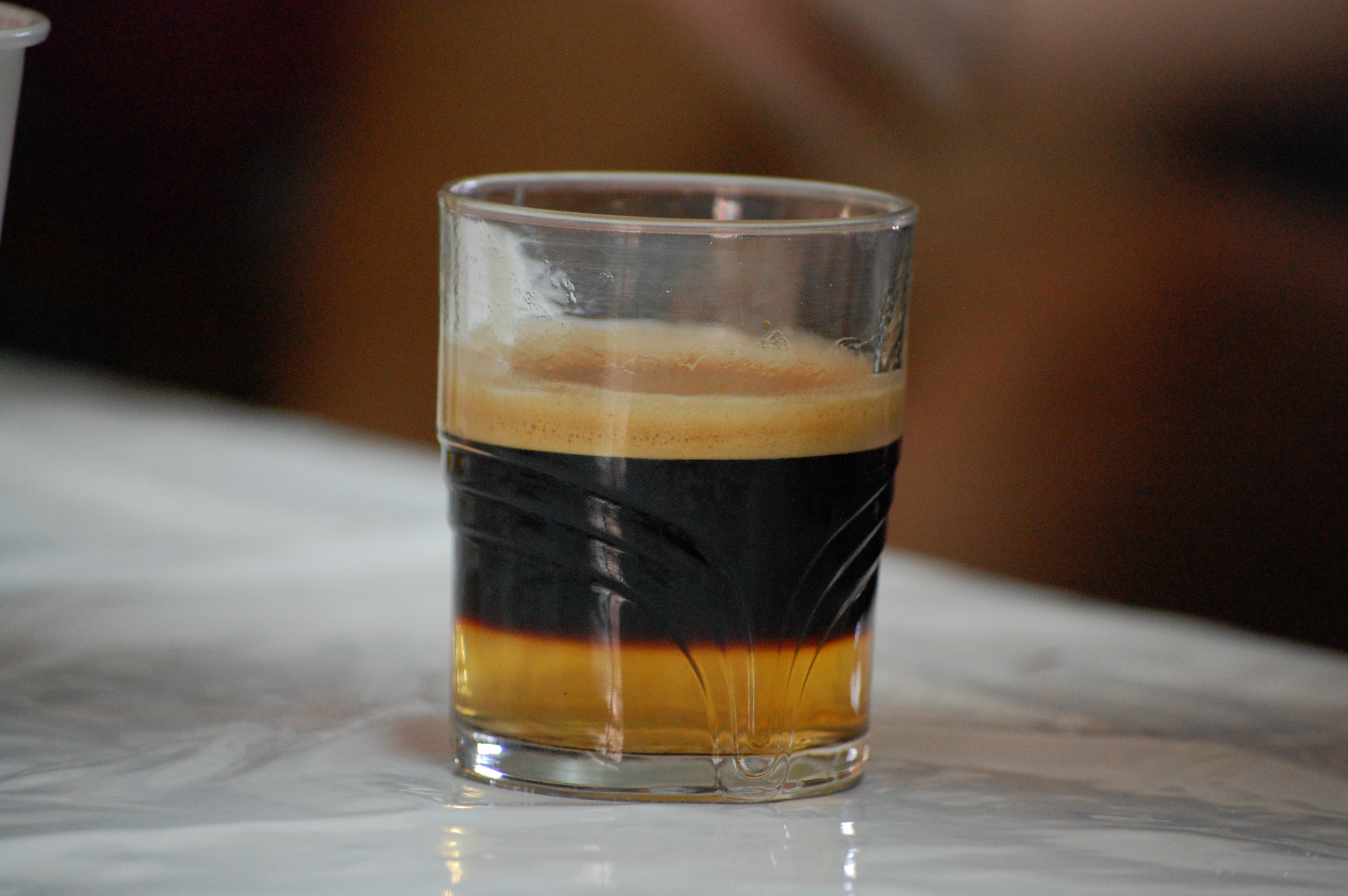
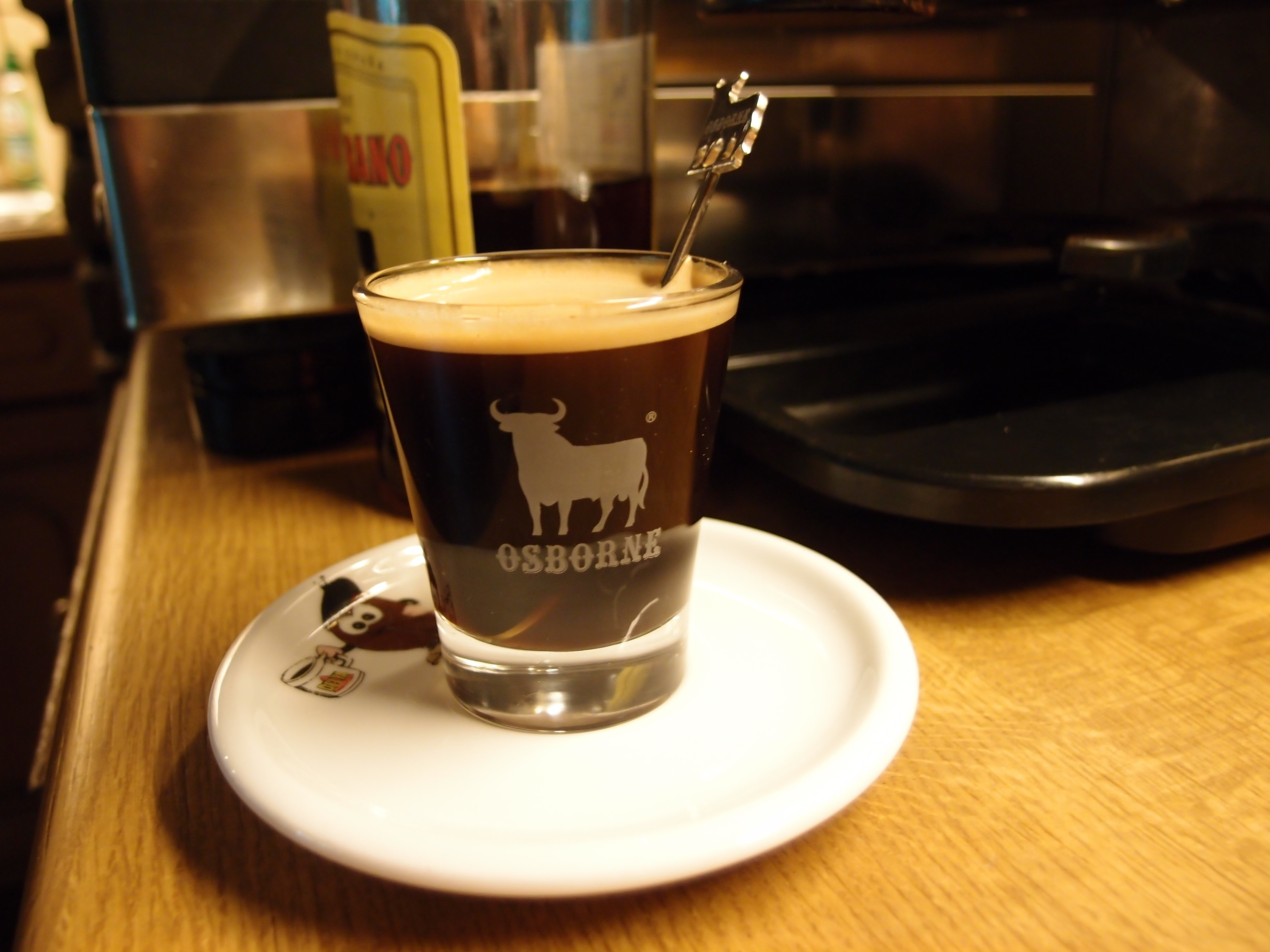